# Ingerophrynus celebensis
Ingerophrynus celebensis és una espècie d'amfibi que viu a Indonèsia.